# Athletic Club Sparta Praha fotbal 2008-2009
Questa voce raccoglie le informazioni riguardanti l'Athletic Club Sparta Praha fotbal nelle competizioni ufficiali della stagione 2008-2009.

## Stagione
Lo Sparta Praga chiude il torneo nazionale al secondo posto. Berger è il miglior marcatore stagionale in campionato con 6 reti, davanti a Slepička (5). In coppa nazionale elimina Dvůr Králové (0-3), Frýdek-Místek (0-0, 1-4 ai rigori), Bohemians Praga (2-0) e Viktoria Plzeň (3-0) prima di uscire in semifinale contro il Teplice (1-1, 4-5 ai rigori).
In UEFA Champions League i cechi escludono lo Sheriff Tiraspol (0-3) prima di farsi eliminare dal Panathīnaïkos (1-3).
In Coppa UEFA non passano contro la Dinamo Zagabria (3-3, regola dei gol fuori casa), uscendo subito dalle competizioni europee.

## Calciomercato
In questa stagione si registra la partenza di diversi calciatori (4) verso il Viktoria Plzeň a titolo definitivo.
Vengono ceduti Grigar (Teplice), Poštulka (Viktoria Plzeň), Limberský (Viktoria Plzeň), Kadlec (al Bayer Leverkusen in prestito per 1 milione di euro), Hainault (ritorna al SIAD Most dal prestito), Mares (inizialmente messo nella squadra riserve, nel gennaio del 2009 viene venduto al Vysočina Jihlava), Horváth (Viktoria Plzeň), Kisel (squadra riserve), Kolář (Viktoria Plzeň), Kóňa (inizialmente in prestito fino al gennaio del 2009 al Tescoma Zlín, viene venduto all'Artmedia Petržalka), Sivok (ritorna all'Udinese dal prestito), Voříšek (Austria Vienna), Nádenicek (Ústí nad Labem)
e nel gennaio del 2009 Kúdela (al Mladá Boleslav per 450.000 euro), Jungr (Bohemians 1905), Došek (allo Skoda Xanthi in prestito) e Slepička (alla Dinamo Zagabria per 1,5 milioni di euro).
Vengono acquistati Kušnír (dal Viktoria Žižkov per 750.000 euro), Berger (Aston Villa), Bony, Kadlec e nel gennaio del 2009 Švenger (Zenit Čáslav), Huber (Jablonec), Pamič (in prestito dal Salisburgo), Kucka (Ružomberok), Peter (dal Blackburn per 600.000 euro), Žofčák (ritorna dal prestito allo Jablonec), Piroska (Artmedia Petržalka) e Hubnik (in prestito dal FK Mosca).

## Organigramma societario
Area tecnica
- Allenatore: Jozef Chovanec
- Vice allenatore: Martin Hašek
- Allenatore dei portieri: Jan Stejskal

## Rosa
| N. |                           | Ruolo | Calciatore    |
| -- | ------------------------- | ----- | ------------- |
| 2  | Rep. Ceca (bandiera)      | D     | Tomáš Řepka   |
| 3  | Croazia (bandiera)        | D     | Manuel Pamić  |
| 4  | Rep. Ceca (bandiera)      | D     | Tomáš Huber   |
| 5  | Rep. Ceca (bandiera)      | D     | Jan Krob      |
| 6  | Rep. Ceca (bandiera)      | D     | Roman Hubník  |
| 7  | Germania (bandiera)       | C     | Sergio Peter  |
| 8  | Rep. Ceca (bandiera)      | C     | Patrik Berger |
| 10 | Slovacchia (bandiera)     | A     | Juraj Piroska |
| 11 | Slovacchia (bandiera)     | C     | Igor Žofčák   |
| 12 | Costa d'Avorio (bandiera) | A     | Wilfried Bony |
| 13 | Rep. Ceca (bandiera)      | D     | Ondřej Kušnír |
| 14 | Rep. Ceca (bandiera)      | C     | Václav Kadlec |

| N. |                       | Ruolo | Calciatore         |
| -- | --------------------- | ----- | ------------------ |
| 15 | Rep. Ceca (bandiera)  | D     | Jiří Kladrubský    |
| 17 | Rep. Ceca (bandiera)  | A     | Jan Holenda        |
| 20 | Slovacchia (bandiera) | C     | Juraj Kucka        |
| 21 | Rep. Ceca (bandiera)  | A     | Jiří Jeslínek      |
| 22 | Rep. Ceca (bandiera)  | D     | Martin Zeman       |
| 24 | Slovacchia (bandiera) | P     | Matúš Kozáčik      |
| 25 | Rep. Ceca (bandiera)  | C     | Kamil Vacek        |
| 26 | Rep. Ceca (bandiera)  | P     | Milan Švenger      |
| 27 | Rep. Ceca (bandiera)  | C     | Luboš Hušek        |
| 28 | Rep. Ceca (bandiera)  | A     | Miroslav Matušovič |
| 29 | Rep. Ceca (bandiera)  | P     | Jaromír Blažek     |
| 30 | Rep. Ceca (bandiera)  | A     | Marek Kulič        |